# Omias mollinus
Omias mollinus — вид долгоносиков-скосарей из подсемейства Entiminae.

## Описание
Жук длиной 3—3,5 мм. Окраска тела чёрно-бурая, надкрылья обычно немного светлее, ноги и усики красно-бурые. Тело широкое, надкрылья коротко-яйцевидные, сильно вздутые посредине. Волоски на них двоякие: прилегающие, более тонкие и короткие, и торчащие, более длинные и толстые, притупленные. Головотрубка длиннее своей ширины, в профиль ровная.

## Экология
Обитает в подстилке.